# Czyżykowo (jezioro)
Czyżykowo – jezioro w województwie lubuskim, w powiecie krośnieńskim, w gminie Krosno Odrzańskie, położone w całości w otulinie Gryżyńskiego Parku Krajobrazowego.

## Położenie i opis
Czyżykowo położone jest we wschodniej części powiatu krośnieńskiego, w mezoregionie Dolina Środkowej Odry. Wschodnim brzegiem jeziora przebiega granica pomiędzy powiatem krośnieńskim a zielonogórskim.
Przez jezioro przepływa ze wschodu na zachód struga Kozłowiec. Najbliżej położoną miejscowością jest oddalona kilkaset metrów na zachód wieś Szklarka Radnicka, przy czym jedno z osiedli miejscowości położone jest nad północnym brzegiem akwenu. Północnym brzegiem jeziora biegnie linia kolejowa nr 273.

## Hydronimia
W 1919 roku jezioro nazywane było Reiher-See, następnie zostało przemianowane na Zisken See. 17 września 1949 roku wprowadzono nazwę Czyżykowo. Obecnie państwowy rejestr nazw geograficznych jako nazwę urzędową jeziora podaje Czyżykowo, wymieniając jako nazwy oboczne Jezioro Słodkie, Jezioro Czyżkowskie oraz Cisek. W dokumentach PZW jezioro jest dodatkowo nazywane jako Kąpielowe.

## Morfometria
Według danych Instytutu Rybactwa Śródlądowego powierzchnia zwierciadła wody jeziora wynosi 27,8 ha, natomiast A. Choiński, poprzez planimetrowanie na mapach 1:50 000, określił wielkość jeziora na 23 ha.
Średnia głębokość zbiornika wodnego to 2,8 m, a maksymalna – 5,4 m. Objętość jeziora wynosi 764,8 tys. m³. Maksymalna długość jeziora to 1100 m, a szerokość 400 m. Długość linii brzegowej wynosi 2750 m.
Według Atlasu jezior Polski (red. J. Jańczak, 1996) lustro wody znajduje się na wysokości 44,4 m n.p.m., natomiast według numerycznego modelu terenu udostępnionego przez Geoportal lustro wody znajduje się na wysokości 43,2 m n.p.m.
Według Mapy Podziału Hydrograficznego Polski jezioro leży na terenie zlewni piątego poziomu Kozłowiec. Identyfikator MPHP to 15922.

## Zagospodarowanie
Gospodarkę rybacką na jeziorze prowadzi Polski Związek Wędkarski Okręg w Zielonej Górze. Ze względu na typologię rybacką jest to jezioro typu sandaczowego.

## Czystość wód i ochrona środowiska
Według danych Wojewódzkiego Inspektoratu Ochrony Środowiska w roku 1997 wody jeziora nie odpowiadały normom i zostały ocenione jako wody pozaklasowe.
Jezioro znajduje się w otulinie Gryżyńskiego Parku Krajobrazowego. W sąsiedztwie wschodniego brzegu zbiornika znajduje się użytek ekologiczny o nazwie Bagno Obozowe.